# 또럼
또럼(베트남어: Tô Lâm, 蘇林, 소림, 1957년 7월 10일~)은 베트남의 공산당 총비서이다. 2024년 국가주석을 역임하기도 했다. 한동안 베트남 정계가 부정부패 의혹에 시달려 부패 혐의로 사임한 보반트엉 전 주석의 후임으로, 그는 공안부 장관을 역임하기도 했으며 국가 반부패에 중요한 역할을 했다. 2024년 5월 22일 국회는 또럼을 주석으로 선출했고 10월 21일 르엉끄엉으로 교체될 때까지 주석직을 수행했다.

## 생애

### 주석직 (2024년 5월 – 2024년 10월)

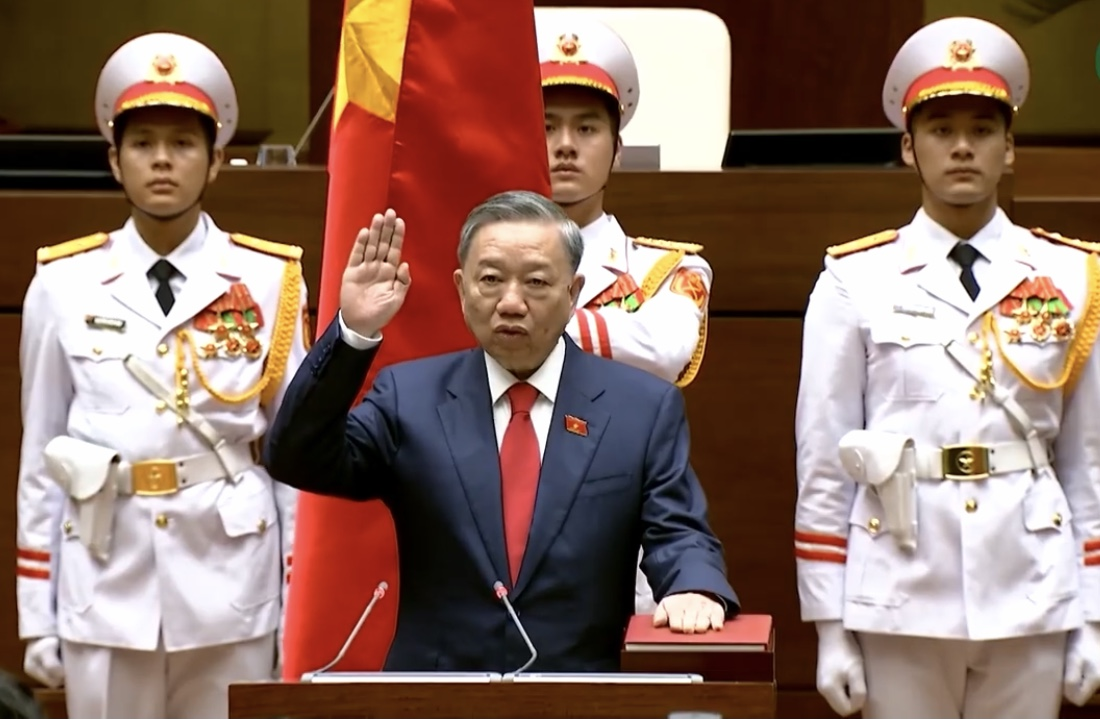
2024년 5월 22일 베트남 제13대 주석 취임식에서 취임하는 또럼

2024년 3월 21일, 보반트엉는 푹손 그룹 부정행위 사건과 관련하여 그의 전 부하들이 부패 혐의로 수감된 후 주석직에서 사임하였다. 이로 인해 부주석인 보티안쑤언이 임시로 주석직을 수행하였는데, 그녀는 2023년 초에도 거의 두 달간 임시 주석을 역임한 바 있다.
2024년 5월 18일 열린 제9회 중앙위원회 회의에서, 또럼은 베트남 차기 주석 후보로 지명되었으며, 제7차 회기 개회와 동시에 국회에서 확정되었다.
2024년 5월 22일, 국회는 또럼을 주석으로 선출하여 르엉끄엉이 2024년 10월 21일 승계할 때까지 주석직을 수행하였다.

### 총서기직 (2024 – 현재)
2024년 7월 18일, 응우옌푸쫑의 건강 악화로 인해 또럼은 베트남 공산당 임시 총서기로 임명되었다. 이어, 응우옌푸쫑이 사망한 다음 날인 2024년 8월 3일 정식으로 당 총서기로 선출되었다.
2024년 5월, 국가주석직에 선출된 지 두달여 만에 서기장직에 올랐다.
"반부패에 속도를 계속 내겠다. 누구인지는 상관하지 않겠다....우리는 우리의 싸움을 통해 국제적 친구들 그리고 사람들의 신뢰를 얻었다."— 2024년 8월 3일 서기장 선출 뒤 기자회견에서

### 대외 관계

#### 2024

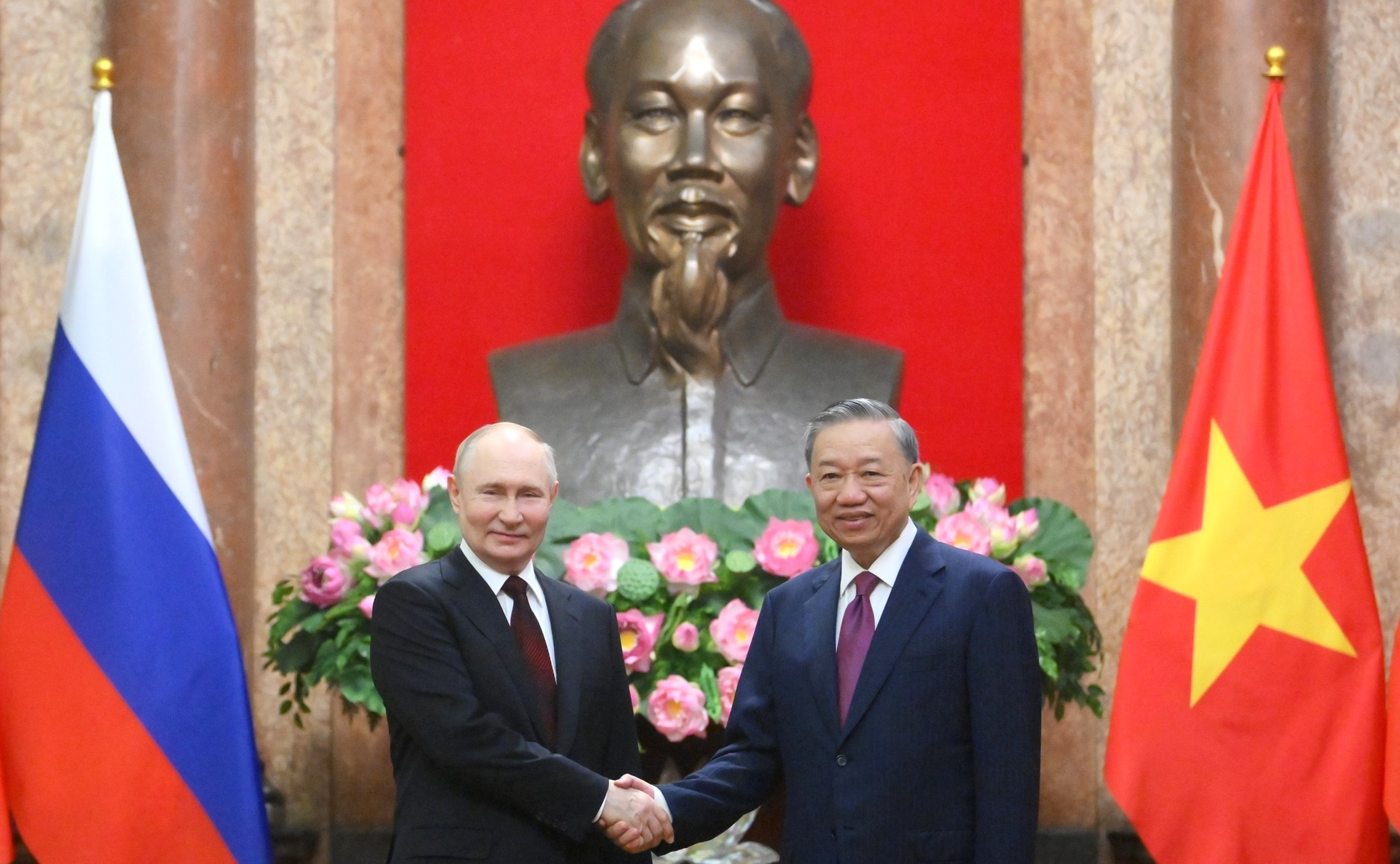
2024년 6월 20일 하노이에서 호찌민 동상 앞에 선 블라디미르 푸틴과 또럼.

2024년 6월 19일, 러시아 대통령 블라디미르 푸틴은 베트남을 방문하여 또럼과 회담을 가졌다. 푸틴은 우크라이나 침공과 관련하여 베트남이 “균형 잡힌 입장”을 취한 것에 대해 감사를 표하였다.
2024년 8월 18일, 또럼은 대통령 및 총서기로 취임한 이후 첫 해외 방문으로 3일간의 일정으로 중국을 찾았다. 방문 기간 동안 먼저 광저우에 도착한 후 베이징으로 이동하였으며, 다음 날 베이징에서 중국 공산당 시진핑 총서기와 회담을 진행하고 협력 문서에 서명하였다. 시진핑은 또럼의 총서기 및 대통령 선출을 축하하였다.
2024년 10월 2일, 또럼은 아일랜드 국빈 방문을 시작하며, 아일랜드 대통령  마이클 D. 히긴스와 그 부인 아일랜드 대통령 관저에서 만났다. 이번 방문은 베트남 대통령으로서는 첫 아일랜드 국빈 방문으로, 2016년 아일랜드 대통령의 베트남 방문에 대응하는 성격을 띤다. 또럼은 같은 날 저녁 아일랜드 내 베트남 공동체 구성원들과 함께 아일랜드의 대통령 관저에서의 국빈 만찬에 참석하였다.

## 논쟁적인
2021년 11월 초, 유명 셰프인 누스레트 괵체 ("Salt Bae"로도 알려짐)의 틱톡 계정에 영상이 하나 게시되었다. 해당 영상은 이후 삭제되었으나, 베트남 공안부 장관 또람이 런던에 위치한 Salt Bae의 고급 레스토랑에서 식사하는 모습이 담겨 있었다. 이는 그가 2021년 유엔 기후 변화 회의 참석 중이던 시기에 촬영된 것으로 알려졌다. 영상에서 셰프 괵체는 또람에게 직접 황금으로 코팅된 스테이크 한 조각을 먹여 주었다.
이 식사의 비용을 누가 부담했는지는 명확하지 않지만, 국제 언론 보도에 따르면 이 사건은 베트남 네티즌들 사이에서 큰 논란을 일으켰다. 황금으로 장식된 스테이크의 가격이 장관의 월급을 초과할 정도로 고가였으며, 당시 베트남은 코로나19 범유행으로 인해 수많은 국민이 경제적 어려움을 겪고 있는 상황이었다. 공산주의 국가의 고위 관료가 럭셔리 레스토랑에서 식사하는 모습은 여러 국가의 언론에서 보도되었으며, 일부 매체들은 그가 식사에 앞서 카를 마르크스의 묘소에 헌화한 것과 대조된다고 지적했다.